# Fort Foch de Niederhausbergen
Article principal: Enceinte de Strasbourg (évolution de l'enceinte urbaine de l'époque romaine au XXe siècle).
Le fort Foch, appelé aussi du 1er septembre 1873 à novembre 1919 Feste Kronprinz, est un fort de type Biehler appartenant à la ceinture fortifiée de Strasbourg, situé à Niederhausbergen.

## Contexte historique

Carte de la ceinture fortifiée de Strasbourg.

Le fort Foch (nom allemand Feste Kronprinz) fait partie de l'ensemble de 14 fortifications réalisées en Alsace sur ordre du général prussien Helmuth Karl Bernhard von Moltke après la chute de Strasbourg en 1870. Le fort est conçu dans l’esprit des « forts détachés », concept développé par Hans Alexis von Biehler en Allemagne. Le but était de former une enceinte discontinue autour de la place forte, ou « noyau central », faite de forts d’artillerie espacés d’une portée de canons. Le projet prévoyait 36 forts, mais 14 seulement furent construits.
En 1885, l’apparition des poudres brisantes rend obsolète ce type de fortification. Néanmoins, la plupart d’entre eux ont été conservés, souvent comme dépôts militaires.
Le fort Foch (ex-Kronprinz) a été endommagé en 1953 par l’explosion de munitions stockées à l'intérieur. Un mémorial placé à l’extérieur rappelle cet accident où six ouvriers trouvèrent la mort.

## Utilisation civile
Depuis 1972, le fort Foch est affecté au ministère chargé de l’Éducation nationale. D’abord occupé par le Laboratoire de psychophysiologie, il abrite à l’heure actuelle l’unité de primatologie de l’université de Strasbourg. Des primates de toutes provenances y vivent en semi-liberté dans de vastes parcs. Depuis 1996, deux anciens magasins à poudre (espaces de stockage de la poudre à canon) sont utilisés pour le stockage d'une partie des collections scientifiques de l'École et Observatoire des Sciences de la Terre de Strasbourg.
À l’occasion des travaux d’agrandissement des locaux en 1989, l’attention a été portée dans la chapelle orthodoxe Saint Sava, sur un ensemble de peintures à caractère essentiellement religieux qui évoque les monastères médiévaux de Serbie. Les circonstances de la création de ce cycle peint sont assez particulières, puisqu’il a été réalisé par des prisonniers yougoslaves (des officiers serbes en majorité) lors de la dernière guerre mondiale. Les textes d’accompagnement, en caractères cyrilliques, permettent de dater la chapelle avec précision, entre le 22 mars et le 11 avril 1944 ; elle a été inaugurée le 13 avril 1944 en présence d’une chorale de prisonniers dirigée par le professeur Peter Bingulac, l’un des fondateurs de l’Académie de musique de Belgrade ; un colonel allemand et un général yougoslave venus d’un camp voisin assistaient également à la cérémonie.
Les investigations menées par le Consulat général de la République de Yougoslavie ont permis de connaître les principaux créateurs de ce décor. L’auteur des esquisses préliminaires (conservées) est Pavle Vasić (sr) (né à Nis en 1907), peintre, historien d’art, critique de peinture et professeur à l’Académie des Beaux-Arts de l’Université de Belgrade. Stanislav Belozanski (né à Belgrade en 1900), peintre et scénographe au Théâtre populaire de Belgrade, dirigeait l’exécution des travaux. Au moins autant qu’une œuvre d’histoire de l’art, puisque les peintures exécutées dans des conditions précaires reproduisent d’imagination celles des lointains monastères serbes du Moyen Âge, la chapelle de Saint-Sava peut être regardée comme un « lieu de mémoire » de la dernière guerre ; témoignage de foi, d’aspiration à la liberté, elle doit être conservée en considération de ces aspects multiples. Le redéploiement de certains locaux du Centre universitaire de primatologie, installé dans le fort, devrait permettre la préservation de ces peintures.
La qualité de ces peintures est à rapprocher de celle de l’ancien camp des Milles à proximité de la ville d’Aix-en-Provence qui a vu passer 10 000 déportés de 1939 à 1942. Parmi eux, 2 500 hommes, femmes et enfants juifs déportés à Auschwitz, via le camp de Drancy. Des artistes et intellectuels, fuyant le régime nazi, dont Max Ernst, Hans Bellmer, les écrivains Lion Feuchtwanger et Golo Mann… y ont été internés.
Au Groupe fortifié du Saint-Quentin (Moselle), des « œuvres d'art » dessinées ou peintes par des soldats allemands, français ou américains, sont disséminées à travers les deux ceintures de fortifications messines.